# Slatinšek
Slatinšek je priimek več znanih Slovencev:
- David Slatinšek (*1978), odbojkar
- Janez in Nada Slatinšek, Zveza gluhih in naglušnih; voditelja Tv oddaje Prisluhnimo tišini
- Julija Statinšek (*  ), judoistka
- Maja Slatinšek (*1986), pevka zabavne glasbe
- Petra Slatinšek, cineastka
- Uroš Slatinšek (*1979), igralec namiznega tenisa